# Championnats de France de pétanque 2021
Navigation
Édition précédente Édition suivante
Les championnats de France de pétanque 2021 est une édition des championnats de France de pétanque. 

## Présentation
Cette compétition constitue la 75e édition du triplette sénior masculin, la 18e édition du triplette sénior féminin, la 28e édition du doublette sénior mixte, la 64e édition du triplette junior, la 52e édition du triplette cadet, la 37e édition du triplette minime et la 26e édition du triplette vétéran. Elle se déroule à Lanester (Morbihan) du 24 au 25 juillet 2021 pour le triplette sénior ; à Palavas-les-Flots (Hérault) du 17 au 18 juillet 2021 pour le triplette sénior féminin ; à Montauban (Tarn-et-Garonne) du 28 au 29 août 2021 pour le doublette mixte ; à Nevers (Nièvre) du 21 au 22 août 2021 pour le triplette junior, cadet et minime ; et à Bergerac (Dordogne) du 7 au 8 juillet 2021 pour le triplette vétéran.

## Résultats

### Triplette sénior masculin[1]
| Equipe                                                   | Score | Equipe                                                      |
| -------------------------------------------------------- | ----- | ----------------------------------------------------------- |
| Jean Feltain, Richard Feltain et Jérémy Darodes          | bat   | Mickaël Bonetto, Pierre Lucchesi et Gille Rivière           |
| Mickael Blanchard, Maxime Leray et Freddy Russon         | bat   | Franck Maillard, Benjamin Humbert et Philippe Prudhon       |
| Gilles Blancheton, Gino Baud et Olivier Dugast           | bat   | Richard Daix, Enzo Laville et Sébastien Cuesta              |
| Kévin Prud'Homme, Georges Feltain et Winter Claudy       | bat   | Patrick Couderc, Nicolas Brancato et Pascal Brunet          |
| Arnaud Boutelier, Loic Hugues et Sébastien Pecqueux      | bat   | Frédéric Ribout, Pierre Aline et Cyril Saux                 |
| Fabrice Uytterhoeven, Jimmy Thuillier et Logan Amourette | bat   | Benoit Raison, Jonathan Chauvet et Dylan Lelarget           |
| Cédric Lefoll, Jessy Tessier et Yohan Cousin             | bat   | Emmanuel Flores, Sonny Feltain et Cyril Duval               |
| Romain Grand, Didier Duvernay et Clément Duvernay        | bat   | Patrick Messonnier, Adrien Delahaye et Romain Zimmermann    |
| Tim Blaszczyk, José Serrano et Patrice Lagarde           | bat   | Jordan Clodic, Noël Lacroix et Frédéric Kasbarian           |
| Dylan Rocher, Henri Lacroix et Stéphane Robineau         | bat   | Zoubir AL-Sid Cheikh, Sébastien Audibert et David Bauzet    |
| Bryan Faurel, Sony Faurel et Raymond-Joseph Faurel       | bat   | Mickaël Linza, Antoine Mantia et Lionel Cochet              |
| Alexandre Mallet, Jérémy Hubert et Guillaume Gessat      | bat   | Carlos Castanheira, Anwar Zemmouri et William Stohr         |
| Wesley Zigler, Pascal-Kévin Zigler et Brandon Blanc      | bat   | Sébastien Rousseau, Patrick Rangue et Abdelmalik Ayadzeddam |
| Anthony Bernadet, François Castet et Lucas Desport       | bat   | Dylan Carteyrade, Guy Voindrot et Jean-Pierre Galibert      |
| Fabien Barre, Dylan Nexon et Luc Laille                  | bat   | Eddy Baccino, Didier Cailloce et Félix Moenne-Loccoz        |
| Tony Zigler, Nelson Zigler et Antoine Philipot           | bat   | Benjamin Bayout, Stéphane Michon et Christophe Rollin       |

| Equipe                                                   | Score | Equipe                                              |
| -------------------------------------------------------- | ----- | --------------------------------------------------- |
| Fabrice Uytterhoeven, Jimmy Thuillier et Logan Amourette | 13-2  | Jean Feltain, Richard Feltain et Jérémy Darodes     |
| Kévin Prud'Homme, Georges Feltain et Winter Claudy       | 13-9  | Alexandre Mallet, Jérémy Hubert et Guillaume Gessat |
| Mickael Blanchard, Maxime Leray et Freddy Russon         | 13-6  | Tony Zigler, Nelson Zigler et Antoine Philipot      |
| Gilles Blancheton, Gino Baud et Olivier Dugast           | 13-7  | Dylan Rocher, Henri Lacroix et Stéphane Robineau    |
| Anthony Bernadet, François Castet et Lucas Desport       | 13-4  | Arnaud Boutelier, Loic Hugues et Sébastien Pecqueux |
| Fabien Barre, Dylan Nexon et Luc Laille                  | 13-7  | Wesley Zigler, Pascal-Kévin Zigler et Brandon Blanc |
| Romain Grand, Didier Duvernay et Clément Duvernay        | 13-4  | Tim Blaszczyk, José Serrano et Patrice Lagarde      |
| Cédric Lefoll, Jessy Tessier et Yohan Cousin             | 13-7  | Bryan Faurel, Sony Faurel et Raymond-Joseph Faurel  |

| Equipe                                                   | Score | Equipe                                             |
| -------------------------------------------------------- | ----- | -------------------------------------------------- |
| Fabrice Uytterhoeven, Jimmy Thuillier et Logan Amourette | 13-12 | Kévin Prud'Homme, Georges Feltain et Winter Claudy |
| Gilles Blancheton, Gino Baud et Olivier Dugast           | 13-10 | Romain Grand, Didier Duvernay et Clément Duvernay  |
| Fabien Barre, Dylan Nexon et Luc Laille                  | 13-11 | Anthony Bernadet, François Castet et Lucas Desport |
| Cédric Lefoll, Jessy Tessier et Yohan Cousin             | 13-3  | Mickael Blanchard, Maxime Leray et Freddy Russon   |

| Equipe                                         | Score | Equipe                                                   |
| ---------------------------------------------- | ----- | -------------------------------------------------------- |
| Gilles Blancheton, Gino Baud et Olivier Dugast | 13-9  | Cédric Lefoll, Jessy Tessier et Yohan Cousin             |
| Fabien Barre, Dylan Nexon et Luc Laille        | 13-9  | Fabrice Uytterhoeven, Jimmy Thuillier et Logan Amourette |

| Equipe                                  | Score | Equipe                                         |
| --------------------------------------- | ----- | ---------------------------------------------- |
| Fabien Barre, Dylan Nexon et Luc Laille | 13-7  | Gilles Blancheton, Gino Baud et Olivier Dugast |

### Triplette sénior féminin[2]
| Equipe                                                           | Score | Equipe                                                          |
| ---------------------------------------------------------------- | ----- | --------------------------------------------------------------- |
| Vanessa Jacquet, Nadia Douet et Josiane Dubois                   | bat   | Karine Massicot, Sophie Leguen et Stéphanie Degrelle            |
| Marie Dominguez, Emilie Chevalier et Angèle Mahier               | bat   | Gidgia Aït Idir, Morgane Bacon et Séverine Perret               |
| Mouna Béji, Ludivine d'Isidoro et Charlotte Darodes              | bat   | Rosa Krier, Sylvie Hupont et Nathalie Mostaert                  |
| Delphine Langlais, Prescilia Roussel et Julie Claverie           | bat   | Christelle Marage, Laurence Tamaillon et Monique Nouvene        |
| Angélique Colombet, Charlotte Roux et Audrey Bandiera            | bat   | Fanja Aubriot, Hortense Marson et Maëva Richard                 |
| Camille Durand, Margareth Labartino et Emma Picard               | bat   | Caroline Bourriaud, Céline Lebossé et Alexia Pinto              |
| Aurélie Bories, Doriane Carel et Sophie Fournie                  | bat   | Léa Bellonie, Muriel Maurie et Nadia Ferri                      |
| Elisabeth Gourdon, Amélie Feltain et Elodie Mainard              | bat   | Maëlle Piquard, Mélanie Villemin et Delphine Foucal             |
| Mireille Dubois, Sandy Catalano et Marie-Christine Bandens-Ponsi | bat   | Elisa Bouniol, Sonia Villaret et Christine Laprade              |
| Fabienne Stocker, Aurélie Ciadoux et Coralie Bernard             | bat   | Fabrina Dierstein, Murielle Edelbloute et Marie-Claude Krieger  |
| Carole Machado, Isabelle Louis et Christelle Beffara             | bat   | Caroline Retureau, Lucie Retureau et Aurore Binvignat           |
| Daisy Frigara, Aurélie Hontang et Chantal Rebours                | bat   | Marie-Luce Stavelot-Jeanson, Audrey Lefeuvre et Salomé Passeron |
| Alexandra Teiten, Sabrina Maillot et Patricia Lefebure           | bat   | Chantal Salaris, Nadège Rodrigues et Apolline Garrien           |
| Véronique Romulus, Audret Bonnivard et Nelly Morgan              | bat   | Nadège Biau, Torea Tairio et Debbie Hemery                      |
| Sabrina Dumont, Christelle Vendange et Christelle Chevalier      | bat   | Sophie Ges, Léa Norgeux et Sandra Aldeguer                      |
| Anna Maillard, Nadège Baussian et Laetitia Bousquet              | bat   | Elodie Esteve, Elodie Torrecillas et Agnès Lesaine              |

| Equipe                                                 | Score | Equipe                                                           |
| ------------------------------------------------------ | ----- | ---------------------------------------------------------------- |
| Vanessa Jacquet, Nadia Douet et Josiane Dubois         | 13-7  | Marie Dominguez, Emilie Chevalier et Angèle Mahier               |
| Aurélie Bories, Doriane Carel et Sophie Fournie        | 13-0  | Alexandra Teiten, Sabrina Maillot et Patricia Lefebure           |
| Anna Maillard, Nadège Baussian et Laetitia Bousquet    | 13-5  | Véronique Romulus, Audret Bonnivard et Nelly Morgan              |
| Delphine Langlais, Prescilia Roussel et Julie Claverie | 13-3  | Camille Durand, Margareth Labartino et Emma Picard               |
| Mouna Béji, Ludivine d'Isidoro et Charlotte Darodes    | 13-1  | Mireille Dubois, Sandy Catalano et Marie-Christine Bandens-Ponsi |
| Daisy Frigara, Aurélie Hontang et Chantal Rebours      | 13-6  | Sabrina Dumont, Christelle Vendange et Christelle Chevalier      |
| Angélique Colombet, Charlotte Roux et Audrey Bandiera  | 13-3  | Fabienne Stocker, Aurélie Ciadoux et Coralie Bernard             |
| Elisabeth Gourdon, Amélie Feltain et Elodie Mainard    | 13-10 | Carole Machado, Isabelle Louis et Christelle Beffara             |

| Equipe                                                | Score | Equipe                                                 |
| ----------------------------------------------------- | ----- | ------------------------------------------------------ |
| Daisy Frigara, Aurélie Hontang et Chantal Rebours     | 13-1  | Delphine Langlais, Prescilia Roussel et Julie Claverie |
| Anna Maillard, Nadège Baussian et Laetitia Bousquet   | 13-8  | Vanessa Jacquet, Nadia Douet et Josiane Dubois         |
| Mouna Béji, Ludivine d'Isidoro et Charlotte Darodes   | 13-9  | Aurélie Bories, Doriane Carel et Sophie Fournie        |
| Angélique Colombet, Charlotte Roux et Audrey Bandiera | 13-1  | Elisabeth Gourdon, Amélie Feltain et Elodie Mainard    |

| Equipe                                                | Score | Equipe                                              |
| ----------------------------------------------------- | ----- | --------------------------------------------------- |
| Angélique Colombet, Charlotte Roux et Audrey Bandiera | 13-6  | Daisy Frigara, Aurélie Hontang et Chantal Rebours   |
| Mouna Béji, Ludivine d'Isidoro et Charlotte Darodes   | 13-3  | Anna Maillard, Nadège Baussian et Laetitia Bousquet |

| Equipe                                              | Score | Equipe                                                |
| --------------------------------------------------- | ----- | ----------------------------------------------------- |
| Mouna Béji, Ludivine d'Isidoro et Charlotte Darodes | 13-3  | Angélique Colombet, Charlotte Roux et Audrey Bandiera |

### Doublette sénior mixte[3]
| Equipe                                | Score | Equipe                                |
| ------------------------------------- | ----- | ------------------------------------- |
| Stéphanie Guillotin et Yohan Cousin   | 13-9  | Isabelle Calchera et Joseph Molinas   |
| Sandra Murat et Cyrille Laurent       | 13-9  | Torea Tairio et Félix Faurel          |
| Océane Martin et Frédéric Cazes       | 13-10 | Alisson Pudepiece et Stéphane Poulain |
| Christine Saunier et Dylan Rocher     | 13-6  | Tatiana Loustalot et Djamel Ouici     |
| Nadia Douet et Florent Clavier        | 13-7  | Pascaline Joalland et Olivier Dugast  |
| Alexia Larroque et Maison Durk        | 13-8  | Ambre Faissat et Mathias Platon       |
| Sandy Dettori et Yannick Hollet       | 13-5  | Emilie Vignères et Paul Faurel        |
| Sabrina Vengerder et Stéphane Dourlet | 13-12 | Corinne Matei et Vincent Demuth       |

| Equipe                              | Score | Equipe                                |
| ----------------------------------- | ----- | ------------------------------------- |
| Alexia Larroque et Maison Durk      | 13-3  | Sandra Murat et Cyrille Laurent       |
| Océane Martin et Frédéric Cazes     | 13-4  | Nadia Douet et Florent Clavier        |
| Stéphanie Guillotin et Yohan Cousin | 13-12 | Sabrina Vengerder et Stéphane Dourlet |
| Christine Saunier et Dylan Rocher   | 13-4  | Sandy Dettori et Yannick Hollet       |

| Equipe                            | Score | Equipe                              |
| --------------------------------- | ----- | ----------------------------------- |
| Alexia Larroque et Maison Durk    | 13-4  | Stéphanie Guillotin et Yohan Cousin |
| Christine Saunier et Dylan Rocher | 13-9  | Océane Martin et Frédéric Cazes     |

| Equipe                            | Score | Equipe                         |
| --------------------------------- | ----- | ------------------------------ |
| Christine Saunier et Dylan Rocher | 13-12 | Alexia Larroque et Maison Durk |

## Palmarès
| Catégorie                 | Vainqueur(s)                                        | Finaliste(s)                                           |
| ------------------------- | --------------------------------------------------- | ------------------------------------------------------ |
| Triplette sénior masculin | Dylan Nexon, Fabien Barre et Luc Laille             | Gino Baud, Olivier Dugast et Gilles Blancheton         |
| Triplette sénior féminin  | Charlotte Darodes, Mouna Beji et Ludivine d'Isidoro | Angélique Colombet, Audrey Bandiera et Charlotte Roux  |
| Doublette sénior mixte    | Christine Saunier et Dylan Rocher                   | Alexia Larroque et Maison Durk                         |
| Triplette junior,         | Téo Delanzy, Bastien Souret et Nolan Barnouin       | Gabriel Berland, Enzo Tucconi et Alexis Rondeau        |
| Triplette cadet,          | Naydjel Renard, Sevan Renard et Soizic Fajardo      | Giovanni Riviera, Juan Santiago et Dylan Dubois        |
| Triplette minime,         | Brandon Barret, Louna Rouvidan et Théo Hilmeyer     | Dawson Herleman, Louis Santiago, Lorenzo Perrachon     |
| Triplette vétéran         | Jean-Jacques Watron, Denis Sarro et Sylvio Grazioso | Christian Lagarde, Antoine Moratalla et Claude Couleau |

En Italique : Féminine dans les catégories jeunes